# Жулдиз (Улькен-Наринський район)
Жулди́з (каз. Жұлдыз) — село у складі Улькен-Наринського району Східноказахстанської області Казахстану. Входить до складу Улькен-Наринського сільського округу.
Населення — 229 осіб (2021; 406 у 2009, 710 у 1999, 693 у 1989).
Національний склад станом на 1989 рік:
- казахи — 100 %